# Glenn Dorsey
Glenn Jamon Dorsey (Baton Rouge, 1º agosto 1985) è un ex giocatore di football americano statunitense che ha militato nel ruolo di defensive end nella National Football League (NFL). Fu scelto nel corso del primo giro (5º assoluto) del Draft NFL 2008 dai Kansas City Chiefs. Al college ha giocato a football all’Università della Louisiana.

## Carriera professionistica

### Kansas City Cheifs
Dorsey fu scelto come quinto assoluto nel Draft 2008 dai Kansas City Chiefs. Il 26 luglio 2008 firmò un contratto quinquennale del valore di 51 milioni di dollari, di cui 23 milioni garantiti.
L'8 novembre mise a segno il suo primo sack sul quarterback dei San Diego Chargers Philip Rivers. La sua stagione da rookie terminò coi 46 tackle e un sack.
Con i Chiefs che passarono a una difesa di tipo 3-4 sotto la direzione del nuovo allenatore Todd Haley, Dorsey passò dal ruolo di defensive tackle a quello di defensive end. Nella stagione 2009 partì come titolare in 14 gare su 15 facendo registrare 54 tackle e un sack. Nel 2010 partì per la prima volta in tutte le 16 gare come titolare terminando con 69 tackle e 2 sack. La stagione successiva mise a segno 62 tackle.

### San Francisco 49ers
Il 13 marzo 2013, Dorsey firmò un contratto biennale coi San Francisco 49ers. Nella prima stagione in California disputò tutte le 16 partite, di cui 13 come titolare, pareggiando il proprio primato personale con 2 sack. Nella successiva invece non riuscì a scendere mai in campo, venendo inserito definitivamente in lista infortunati il 13 dicembre 2014.

## Palmarès
- Bronko Nagurski Trophy (2007)
- Lombardi Award (2007)

## Statistiche
| Tackle     | 279 |
| Sack       | 6,0 |
| Intercetti | 1   |

Statistiche aggiornate alla stagione 2014